# Evarcha culicivora
Evarcha culicivora is een spinnensoort in de taxonomische indeling van de springspinnen (Salticidae).
Het dier behoort tot het geslacht Evarcha. De wetenschappelijke naam van de soort werd voor het eerst geldig gepubliceerd in 2003 door Wanda Wesołowska & Jackson.
Evarcha culicivora komt voor in Oost-Afrika (Kenia en Oeganda). De spin voedt zich met muskieten als Anopheles gambiae, een belangrijke overbrenger van malaria. Meer bepaald jaagt de spin op vrouwelijke muskieten die zich recent gevoed hebben met bloed.